# 1413

## Починали
- 20 март – Хенри IV, крал на Англия